# 音羽 (暴力団)
音羽一家（おとわいっか）は、博徒系暴力団で、指定暴力団・住吉会の2次団体。

## 歴史
明治の博徒、「音羽ノ弥一」こと上原弥一郎により結成。
1970年代に後楽園競輪場の廃止問題が浮上した際には、組長は予想組合（162人）の理事長として、東京都に対し廃業に伴う補償要求を突き付けている（理事長の収入だけでも年間120万円、向こう10年間で1200万円）。
五代目の頃、旧・住吉連合に加入。

## 歴代総長
- 初代 - 上原弥一郎
- 二代目 - 石原銀蔵
- 三代目 - 谷口寅吉（花井寅吉）
- 四代目 - 金井春吉
- 五代目 - 木村秀二
- 六代目 - 鈴木康夫
- 七代目 - 金井豊光

## 最高幹部
- 総長 - 金井豊光（住吉会会長補佐)
- 代貸 - 金子幾太郎
- 顧問 - 仁木二郎
- 理事長 - 荒牧秀樹 (住吉会副会長・千石貸元)
- 幹事長 - 宮崎利幸 (住吉会副会長補佐)
- 執行部 - 上諸満
- 執行部 - 矢吹義仁
- 執行部 - 小谷元気
- 総長秘書 - 村松和真
- 総長代行‐樋口勇（白山貸元)
- 本部長‐渡海圭一（向丘貸元)